# Azé (Loir-et-Cher)
Azé is een gemeente in het Franse departement Loir-et-Cher (regio Centre-Val de Loire). De plaats maakt deel uit van het arrondissement Vendôme. Azé telde op 1 januari 2022 986 inwoners.

## Geografie
De oppervlakte van Azé bedroeg op 1 januari 2022 31,93 vierkante kilometer; de bevolkingsdichtheid was toen 30,9 inwoners per km².
De onderstaande kaart toont de ligging van Azé (Loir-et-Cher) met de belangrijkste infrastructuur en aangrenzende gemeenten.

## Demografie
Onderstaande figuur toont het verloop van het inwonertal (bron: INSEE-tellingen).